# Miriam

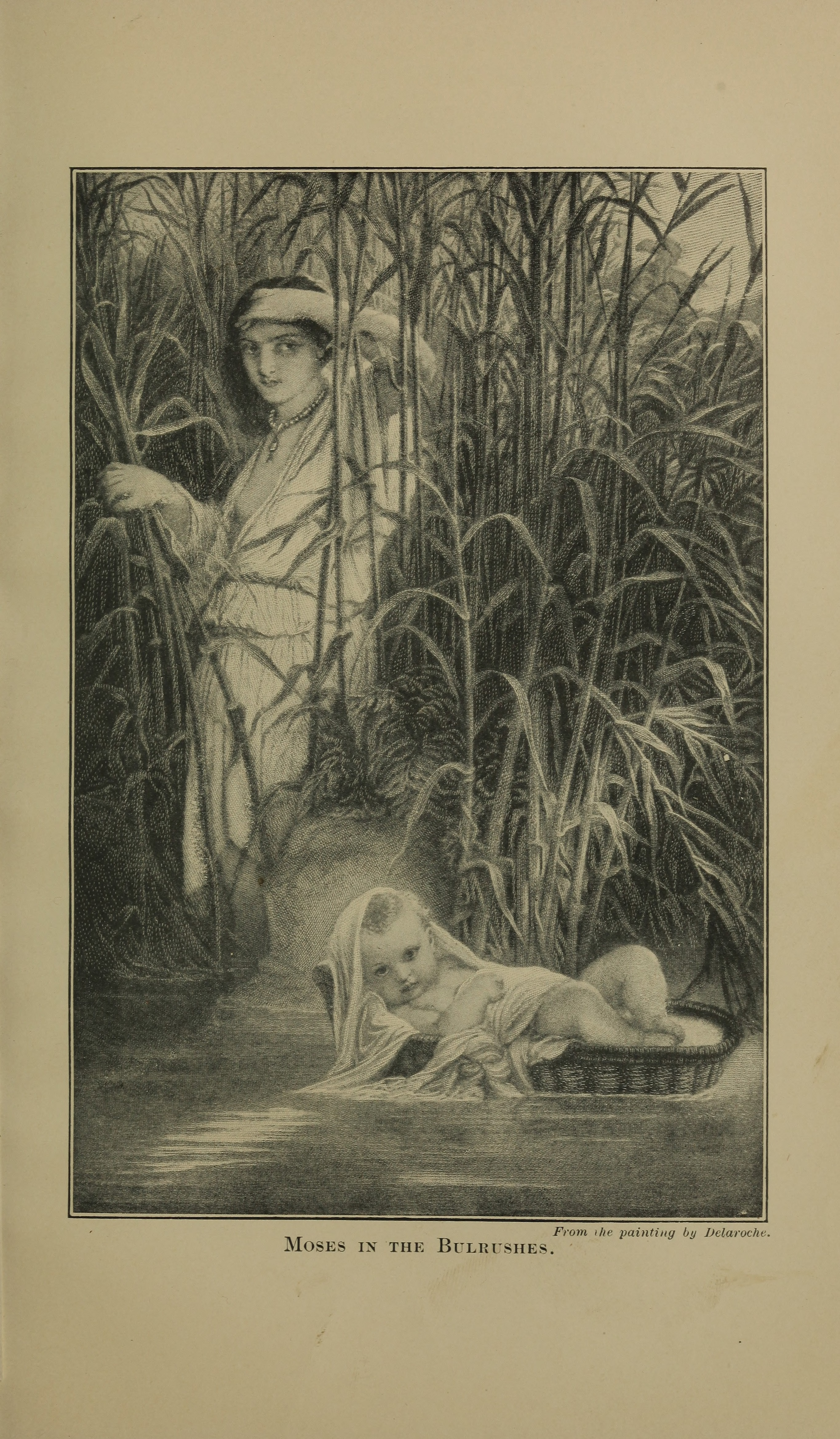
Mirjam mit ihrem im Schilf versteckten Bruder Mose

Miriam ist ein weiblicher Vorname.

## Herkunft und Bedeutung
→ Hauptartikel: Maria
Beim Namen Miriam handelt es sich um eine Variante des hebräischen Namens Mirjam (מִרְיָם mirjām).

## Verbreitung
Der Name Miriam ist seit Ende der 1960er Jahre in Deutschland verbreitet, gehörte jedoch nie zu den beliebtesten Mädchennamen, sodass er als relativ zeitlos wahrgenommen wird. Seine bislang höchste Platzierung in den deutschen Vornamenscharts erreichte Miriam im Jahr 1985 mit Rang 28. Im Jahr 2021 belegte Miriam Rang 119 der beliebtesten Mädchennamen Deutschlands.

## Varianten
- Arabisch, Filipino, Malaiisch: Meriam
- Sorbisch, Slowenisch: Mirijam
- Französisch: Myriam

Für weitere Varianten: siehe Maria

## Namenstage
- 26. August: nach Miriam Bouardy

## Bekannte Namensträgerinnen

### Miriam
- Miriam Akavia (1927–2015), israelische Schriftstellerin
- Miriam Ariza (* 1940), dominikanische Pianistin und Musikpädagogin
- Miriam Becker Mazur (1909–2000), US-amerikanische Mathematikerin und Hochschullehrerin
- Miriam Bryant (* 1991), schwedische Soul-Pop-Sängerin und Songwriterin
- Miriam Bulgaru (* 1998), rumänische Tennisspielerin
- Miriam Butkereit (* 1994), deutsche Judoka
- Miriam Cahn (* 1949), Schweizer Künstlerin
- Míriam Colón (1936–2017), US-amerikanische Schauspielerin
- Miriam Czock (1976–2020), deutsche Mittelalterhistorikerin
- Miriam Dattke (* 1998), deutsche Langstreckenläuferin
- Miriam Davoudvandi (* 1992), deutsche Musikjournalistin, Moderatorin und Podcasterin
- Miriam Defensor Santiago (1945–2016), philippinische Politikerin
- Miriam Deforth (* 1974), deutsche Moderatorin
- Miriam Feuersinger (* 1978), österreichische Sängerin
- Miriam Frenken (* 1984), deutsche Kanutin
- Miriam Fussenegger (* 1990), österreichische Schauspielerin
- Miriam Gebhardt (* 1962), deutsche Historikerin, Autorin und Journalistin
- Miriam Goldschmidt (1947–2017), deutsche Schauspielerin und Regisseurin
- Miriam Gössner (* 1990), deutsche Biathletin und Skilangläuferin
- Miriam Gruß (* 1975), deutsche Politikerin (FDP)
- Miriam Hartlapp (* 1975), deutsche Politikwissenschaftlerin und Professorin
- Miriam Hie (* 1978), österreichische Moderatorin und Schauspielerin
- Miriam Höller (* 1987), deutsche Stuntfrau und Moderatorin
- Miriam Hollstein (* 1970), deutsche Journalistin und Autorin
- Miriam Hopkins (1902–1972), US-amerikanische Schauspielerin
- Miriam Japp (* 1968), deutsch-schweizerische Schauspielerin
- Miriam Krause (* 1979), deutsche Schauspielerin
- Miriam Kutrowatz (* 1997), österreichische Opernsängerin (Sopran)
- Miriam Lahnstein (* 1974), deutsche Schauspielerin
- Miriam Lange (* 1980), deutsche Journalistin und Moderatorin
- Miriam Lenk (* 1975), deutsche Bildhauerin
- Miriam Leone (* 1985), italienische Schauspielerin und Fernsehmoderatorin
- Miriam Maertens (* 1970), deutsche Schauspielerin
- Miriam Mahler (* 1953), deutsche Schauspielerin
- Miriam Makeba (1932–2008), südafrikanische Sängerin
- Miriam Margolyes (* 1941), britische Theaterschauspielerin
- Miriam Meckel (* 1967), deutsche Kommunikationswissenschaftlerin
- Miriam Michel (* 1979), deutsche Regisseurin, Dramaturgin und Performancekünstlerin
- Miriam Morgenstern (* 1987), deutsche Schauspielerin, Synchronsprecherin und Sängerin
- Miriam Mueller-Stahl (* 1982), deutsche Schauspielerin
- Miriam Neureuther (* 1990), deutsch-norwegische Biathletin und Skilangläuferin
- Miriam Pede (* 1975), deutsche Moderatorin
- Miriam Pielhau (1975–2016), deutsche Moderatorin
- Miriam Hubbard Roelofs (1894–1985), US-amerikanische Frauenrechtlerin
- Miriam Seyda (* 1976), deutsche Sportpädagogin und Hochschullehrerin
- Miriam Shor (* 1971), US-amerikanische Schauspielerin
- Miriam Smolka (* 1971), deutsche Schauspielerin
- Miriam Spoerri (1931–2010), rumänisch-schweizerische Film- und Theaterschauspielerin
- Miriam T. Stark (* 1962), US-amerikanische Archäologin
- Miriam Staudte (* 1975), deutsche Politikerin (Bündnis 90/Die Grünen)
- Miriam Stein (* 1988), österreichisch-schweizerische Schauspielerin
- Miriam Toews (* 1964), kanadische Schriftstellerin
- Miriam Vlaming (* 1971), niederländische Malerin
- Miriam Vogt (Malerin) (* 1959), deutsche Malerin
- Miriam Vogt (Skirennläuferin) (* 1967), deutsche Skirennläuferin
- Miriam Welte (* 1986), deutsche Bahnradsportlerin
- Miriam Ziegler (* 1994), österreichische Eiskunstläuferin

### Myriam
- Myriam Abel (* 1981), französische Sängerin
- Myriam Alter (* 1945), belgische Jazzpianistin und Komponistin
- Myriam Atz Tammerle (* 1980), Südtiroler Politikerin und Gastwirtin
- Myriam Baverel (* 1981), französische Taekwondoin
- Myriam Bédard (* 1969), kanadische Biathletin
- Myriam Borg-Korfanty (* 1978), französische Handballspielerin
- Myriam Boyer (* 1948), französische Schauspielerin
- Myriam Bronzwaar (* 1965), belgische Schauspielerin
- Myriam Bru (* 1930), französische Schauspielerin
- Myriam Casanova (* 1985), Schweizer Tennisspielerin
- Myriam Catania (* 1979), italienische Schauspielerin und Synchronsprecherin
- Myriam Cottias (* 1960), französische Historikerin
- Myriam Fares (* 1983), libanesische Sängerin
- Myriam Flury (* 1960), Schweizer Filmeditorin
- Myriam Fox-Jerusalmi (* 1961), französische Kanutin
- Myriam François-Cerrah (* 1982), britisch-französische freiberufliche Journalistin
- Myriam Halberstam (* 1962), amerikanische, auf Deutsch schreibende Kinderbuchautorin und Verlegerin in Berlin
- Myriam Harry (1869–1958), französische Schriftstellerin
- Myriam Holme (* 1971), deutsche Installationskünstlerin und Malerin
- Myriam Keil (* 1978), deutsche Schriftstellerin
- Myriam Krüger (* 1989), deutsche Fußballspielerin
- Myriam Lamare (* 1975), französische Boxerin
- Myriam Marcotte (* 1992), kanadische Fußballschiedsrichterin
- Myriam Moscona (* 1955), mexikanische Dichterin, Journalistin und Übersetzerin
- Myriam Nicole (* 1990), französische Mountainbikerin
- Myriam Rapior (* 1996 oder 1997), deutsche Betriebswirtschaftlerin und Naturschützerin
- Myriam Sarachik (1933–2021), US-amerikanische Physikerin
- Myriam von Schrebler (1930–2006), chilenische Sängerin
- Myriam Schröder (* 1972), deutsche Schauspielerin
- Myriam Sello-Christian (1917–1970), deutsche Autorin, Schauspielerin, Synchron- und Hörspielsprecherin
- Myriam Da Silva (* 1984), kanadische Boxerin
- Myriam Soumaré (* 1986), französische Leichtathletin (Sprintstrecken)
- Myriam Spiteri Debono (* 1952), maltesische Politikerin der Partit Laburista (PL)
- Myriam Stark (* 1962), deutsche Schauspielerin und Hörspielsprecherin
- Myriam Thyes (* 1963), luxemburgisch-schweizerische Medienkünstlerin
- Myriam Wijlens (* 1962), niederländische Kirchenrechtlerin

### Mirijam
- Mirijam Contzen (* 1976), deutsch-japanische Violinistin
- Mirijam Glaser-Ta’asa (* 1929), israelische Politikerin
- Mirijam Günter (* 1972), deutsche Schriftstellerin
- Mirijam Verena Jeremic (* 1984), deutsch-serbische Schauspielerin und Künstlerin
- Mirijam Unger (* 1988), deutsche Basketballspielerin

### Meriam
- Meriam Abbas (* 1970), deutsch-irakische Schauspielerin

### Künstlername
- Su Miriam (* 1957), deutsche Sängerin